# Chondroscaphe merana
Chondroscaphe merana är en orkidéart som först beskrevs av Dodson och Tilman Neudecker, och fick sitt nu gällande namn av Robert Louis Dressler. Chondroscaphe merana ingår i släktet Chondroscaphe och familjen orkidéer.
Artens utbredningsområde är Ecuador. Inga underarter finns listade i Catalogue of Life.